# 澳門培正中學
澳門培正中學（英語： Macau ）原為廣州培正中學在澳門開設的分校。1938年，因為抗日戰爭的關係，廣州培正全體師生遷校至澳門，使得培正不至因為戰亂而停辦，這又視為澳門培正之始。現為澳門首屈一指的中學，有「南培道，北培正」的說法。

## 歷史

### 早期
1889年，李濟良、馮景謙、廖德山、李賢士及楊海峰等人為實現興辦新學，籌劃興辦華人基督教（新教）學校。融入基督教教義，並按照《聖經》十誡，免學童入塾跪拜偶像。學校取名「培正書院」，其名意義取「培植教會子弟，免送俗塾，有失正虞也。」創校首30年，多次因財政困乏而險告停辦。
1907年，培正於廣州東山買地，與建校舍，為長遠辦學作出計劃。直至1915年，學校陷入嚴重財困。張立才和張新基發起「培正維持會」，楊海峰曾說：「寧我儕先培正而死，勿令培正死於我儕之手。」

### 近代
1918年，培正校友黃啟明接任校長，並受校董會命令於創校30週年期間前往國外籌款十五萬，以作培正未來發展之用。
七七盧溝橋事變後，日軍壓境，培正遷校址至鶴山。
1938年1月，學校由廣州遷址至澳門。戰火期間，在澳門、鶴山、坪石、桂林、湖南及江西均有培正師生上課。
1939年，黃啟明校長在香港去世長辭。
1945年8月，抗戰完結，培正隨即進行復員工作，澳門師生分批返回廣州。數月之間，廣州及香港兩地校舍次第回收。
澳門方面，繼續以分校形式留設小學，由趙璧蘭（黃啟明校長遺孀）出掌主任。
1947年，澳門分校重設初中。
1949年，為慶祝成立十周年紀念，特新建教室四間。

### 現代
1950年，原遷澳之「私立廣州培正中學澳門分校」正式正名為「澳門培正中學」，李炎玲出任校長。
1953年，李炎玲校長調職，傅漁冰接任校長，並於同年開辦高中。
1962年，傅漁冰校長離職，林湛繼任校長。同年，澳校率先改中學五年制，由中一開始實施，並於1967年秋開辦中六（大學預科）課程。林湛校長籌建「七十五周年紀念堂」，於1972年啟用。
1974年，林湛校長退休，鄺秉仁接任校長，並提出三大辦學方針，以配合學校發展需要。包括：
- 「提高教學質量」：為首要任務，課程設置參照港澳兩地，按實際需要制訂施行。
- 「改善學習環境」：先後籌建D座課室大樓、興建「創校九十周年紀念培正大樓」及E座教學大樓「創校九十五周年紀念堂」。
- 「保持嚴謹校風」：重視同學之品德教育，以基督教信仰為基礎，服務社會為標的，要求學生德、智、體、群、靈五育並重，以發揚校風傳統。

1976年，鄺秉仁校長獲澳督委任為第一屆立法會議員，於1980年連任，於1981年獲葡國總統頒授公共教育文職功績司令級勳章，以表彰其對澳門教育之貢獻。
1985年，鄺秉仁校長榮休，康顯揚接任校長，秉持三大方針繼續發展。
1995年，康顯揚校長榮休，李祥立接任校長，支持教師專業發展，出版《培正學報》；鼓勵師生合作，開展各科的研究型課程，並提倡利用資訊科技輔助教學，建立各科的網上學習平台。

### 當代
2003年，澳校以「繼往開來，與時並進」的理念，訂定「發展優質教育，創建美好校園」發展計劃。
2007年，李祥立校長榮休，高錦輝接任校長。
2012年，開始建FABLAB創新科教館，并開始有設計科學課程。
2015年夏，C座教學大樓進行外牆瓷磚翻新工程，從褐色更新至黃色。
2019年，130周年校慶。
2021年，高錦輝校長獲特首委任為第七屆官委議員

## 現況

### 規模
澳門培正包括幼稚園、小學及中學部，全校學生人數超過三千二百人，教職員逾二百四十位。
學制上，幼稚園實施三年制、小學六年制及初、高中各三年制。澳門培正是一所文法中學，實行母語教學。
畢業生以升學為主，每年有97%以上考進國內外及澳門等地的大專院校深造。
幼稚園有信，望，愛，善四班小學各級設有信、望、愛、善、正五班，
初中設有信、望、愛、善、正、光六班（由2018年起開設光班），而高中設有信、望、愛、善、正、光六班（由2021年起開設光班），其中的信、望為理組班，愛、善為文商組班，正為文理組班(2021學年起改為應用理組班)。
校址位於高士德大馬路7號，佔地七千五百平方公尺。

### 環境及硬件設施
校園中央之A座行政大樓，原為盧家住所，被中國政府列為建築及文化遺產。先後興建之五棟教學大樓，每層走廊設有花槽，綠化和美化校園。
校園內設置有各種設施，供教學及活動之用，包括：

| 操場 - 籃球場 - 排球場 - 羽毛球場 B座 - 雨天操場 - 顧嘉煇體育館 - 幼稚園課室 C座 - 電腦室 - 中學課室 D座 - 健康食物小賣部 - 書局 - 小學英語角 - 幼稚園玩具圖書館 - 多媒體課件製作中心 - 化學實驗室 - 資料中心 - 生物實驗室 - 高小課室 E座 - 樂隊排練室 - 雨天操場 - 物理實驗室 - 樂高STEM教育實驗室 - 地理室 - 高小課室 - 高一理組和高二理組課室 | H座 - 崔德祺博士紀念中心 - 中華文化館 - 創新科教館FABLAB - 澳門培正同學會 - 家長教師會 - 初小課室 - 伍宜孫博士紀念圖書館 - 伍宜孫夫人紀念圖書館 - 環境科學室 - 平台種植區 - 培正堂 - 柔道室 - 視覺藝術室 - 音樂室 - 舞蹈室 - 中樂室 - 中學英語角 - 教師活動中心 - 禮堂 - 顧斗昇體育館 |

中小幼各班課室設有投影機、電腦、無線Wifi盒、Apple TV等，以利教學。
目前，澳門培正已完成E座教學大樓的翻新工程，B座重建工程亦已竣工並命名為「創校115周年紀念大樓」。在2007年起，在原來小食部及F座的位置興建十層高的H座，於2009年落成使用並命名為「創校120周年紀念大樓」。

### 社團及組織
| 文藝類 - 管樂團 - 弦樂團 - 中樂團 - 音樂社 - 小學舞蹈隊 - 中學舞蹈隊 - 英文辯論隊 - 小學歌詠隊 - 中學歌詠隊 - 戲劇學會（2017前為戲劇社） - 英語話劇組 - 設計學社 - 讀書會 - 藝文部落 - 寫作小組 - 語言藝術學會 - 辯論隊 - 集郵小組 - 圖書資訊社 - 史地學會－歷史研習小組 - 史地學會－自然地理研習小組 - 天文氣象學社 - 茶文化學會 | - 會計興趣小組 - 物理興趣小組 - 化學興趣小組 - 生物興趣小組 - 生物研習小組 - 攝影研習小組 - 國際議題研習小組 - 管弦樂團 體育類 - 籃球隊 - 排球隊 - 柔道隊 - 劍擊隊 - 田徑隊 - 乒乓球隊 - 舞蹈隊 其中知名於排球隊 其他 - 團契 - 水底機械人 - CCNA（A&B） - 網絡技能競賽小組 - Kinect（RGB-D 傳感器）應用開發研究小組 - 義工隊 - 工業型機械人設計 |

## 級社
成立級社乃培正的傳統，每一個畢業班年級皆於小五年級成立級社，社名由穗、港、澳三地的培正學生投票決定，社旗由港澳學生以習作方式輪流設計。設立級社的目的是要薪火相傳，並聯繫畢業後的舊生，使聚首一堂。

| - 1924 群社 - 1925 勵社 - 1926 奮志社 - 1927 會仁社 - 1928 樂群社 - 1929 集益社 - 1930 敬業社 - 1931 競社 - 1932 善群社 - 1933 奮社 - 1934 蔭社 - 1935 覺社 - 1936 翔社 - 1937 藝群社 - 1938 融社 - 1939 鵬社 | - 1940 毓社 - 1941 磐社 - 1942 斌社 - 1943 鋒社 - 1944 昭社 - 1945 毅社 - 1946 雁社 - 1947 虹社 - 1948 建社 - 1949 堅社 - 1950 弘社 - 1951 明社 - 1952 偉社 - 1953 誠社 - 1954 匡社 - 1955 忠社 - 1956 瑩社 - 1957 輝社 - 1958 銳社 - 1959 光社 | - 1960 正社 - 1961 善社 - 1962 旭社 - 1963 真社 - 1964 協社 - 1965 耀社 - 1966 皓社 - 1967 恆社 - 1968 仁社 - 1969 昇社 - 1970 謙社 - 1971 剛社 - 1972 賢社 - 1973 勤社 - 1974 基社 - 1975 昕社 - 1976 捷社／敏社 - 1977 傑社 - 1978 英社 - 1979 榮社 | - 1980 穎社 - 1981 勁社 - 1982 駿社 - 1983 凱社 - 1984 智社 - 1985 博社 - 1986 晶社 - 1987 德社 - 1988 曦社 - 1989 禮社 - 1990 騰社 - 1991 勇社 - 1992 義社 - 1993 學社 - 1994 頌社 - 1995 健社 - 1996 頤社 - 1997 啟社 - 1998 鷹社 - 1999 樂社 | - 2000 展社 - 2001 慧社 - 2002 亮社 - 2003 信社 - 2004 雄社 - 2005 廉社 - 2006 禧社 - 2007 驁社 - 2008 希社 - 2009 軒社 - 2011 迪社 - 2012 卓社 - 2013 翹社 - 2014 雋社 - 2015 哲社 - 2016 創社 - 2017 愛社 - 2018 臻社 - 2019 君社 - 2020 奕社 - 2021 盛社 | - 2022 潔社 - 2023 悅社 - 2024 恩社 - 2025 安社 - 2026 超社 - 2027 崇社 - 2028 康社 - 2029 望社 - 2030 陽社 - 2031 良社 - 2032 敬社 |

（年份按照香港培正中學畢業生之畢業年份）

## 管理架構
- 校監：羅永祥
- 校長：高錦輝
- 副校長：郭敬文
- 副校長：陳敬濂
- 副校長：楊珮欣
- 德育主任：梁永棠
- 教務主任：譚達賢
- 初中德育主任 : 林健邦, 王錦鳳
- 小學德育主任 : 鍾慧玲
- 小學教務主任 : 馮少嫻
- 幼稚園主任 : 劉玉玲
- 總務主任：駱劍峰
- 行政主任兼校長助理：黃健
- 校務辦公室主任：蕭文毅
- 學生發展處主任：蔡力行
- 教學及課程發展處主任：鄭嘉麗
- 基督教教育主任 : 歐陽效鴻
- 升學及聯課活動輔導辦公室主任 : 溫淑玲
- 圖書館主任 : 劉慧敏

## 學校標識

### 校色
校色分為紅色和藍色，學生被稱為「紅藍兒女」。
- 紅色：代表感性——澎湃的熱情，充滿熱誠，火熱的心，特別是基督的愛心。
- 藍色：代表理性——冷靜機智，週到的思考和策劃，堅持，避免衝動和魯莽。

### 校訓——至善至正
有中西文化合璧的意味。
基督教意義：
|                                  | 我所命爾之言，當聽而守之，致行爾 神耶和華所視為善為正者，而享福祉，愛及子孫，歷世靡暨。 |
| ——聖經文理和合本《申命記》12：28 |                                                                                         |

|                               | 耶和華乃善乃正，故以道示罪人兮。 |
| ——聖經文理和合本《詩篇》25：8 |                                  |

孔子思想意義：
- 「至」：一有「最和極」意思，最正與最善之事是培正人追求的目標。二是「達到或追求」意思，只要是培正人，都要終身追求「善與正」。
- 「善」：有如大學句「止於至善」。

### 校徽
- 校徽

釋義：中間的書本圖案「至善至正」校訓。紅色的圓盤代表太陽，每個方向有七道光芒指向四方，代表火熱的心。圍著光芒的正方形，代表該校成員做事要有規範和原則或抱負，不能任意而行。而四條線亦可喻德、智、體、群四育。四線等長相連者，示四育並重。藍色和四顆星星代表無限的宇宙，喻要放開懷抱，目光遠大，要像星星那樣自發光耀於長空。再向外面是中文校名和英文校名，循圈而列。最外面的紅色圓圈表示靈活處事，內里的正方形則代表做人的原則，外圓內方，教人們既要處理好人際關係，又需堅守原則，不可以隨波逐流。

### 校旗歌
為培正同學在進行如聚會、比賽等活動時作激勵士氣之用，相當於啦啦隊歌。
歌詞：
|  | 紅藍色旗常高飛起 因培正學校永不死 Ray Ray 我培正培正 Ray Ray 我培正培正 Ray Ray 我培正 Ray Ray Ray |

## 校園風貌
- 澳門培正中學全景圖
- 從五樓鳥瞰澳門培正中學
- 翻新後的E座大樓

## 歷任校長
| 任數 | 姓名   | 在任時間       |
| ---- | ------ | -------------- |
| 1    | 李炎玲 | 1950年－1953年 |
| 2    | 傅漁冰 | 1953年－1962年 |
| 3    | 林湛   | 1962年－1974年 |
| 4    | 鄺秉仁 | 1974年－1985年 |
| 5    | 康顯揚 | 1985年－1995年 |
| 6    | 李祥立 | 1995年－2007年 |
| 7    | 高錦輝 | 2007年－今     |

（只列出在澳校從廣州分校獨立經營後上任之培正校長）

## 知名/傑出校友
- 譚俊榮：前任澳門特別行政區社會文化司司長、澳門駐里斯本經濟貿易辦事處主任兼澳門駐布魯塞爾歐盟經濟貿易辦事處主任
- 蘇朝暉：前任澳門特別行政區教育暨青年局局長、高等教育局局長
- 崔世平：曾任第九屆至第十二屆為澳門區全國人大代表，第三屆至第五屆澳門立法會議員
- 司徒法正：港澳知名玄學家
- 呂蓉茵：2008年澳門小姐冠軍
- 趙倪生：澳門著名歌手
- 顧嘉煇，GBS，BBS，MBE：香港已故知名音樂家
- 陳輝陽：香港音樂家
- 林兆明：國家一級演員，粵語講古
- 繆家濤：國際獅子總會中國港澳三0三區前主席、香港鑪峯獅子會前主席、香港品牌發展局成員
- 李峻一：著名作曲家及填詞人
- 黃冬柏：新會商會中學校長
- 李焯堅：澳門浸信中學前校長
- 朱國華：伊利沙伯中學舊生會湯國華中學校長
- 甘國衛：香港電視藝員
- 張偉犖：香港大學計算機科學系系主任（1967年畢業）
- 李國麟，SBS，JP：前香港立法會泛民主派（衛生服務界）議員[1]
- 陸奧雷：澳門詩人、小說家、專欄作家
- 伍潤泉（初小）：前香港無綫電視及亞洲電視監製
- 李曾超羣，MBE（1941年至1942年中一）：香港西餅連鎖集團超羣餅店創辦人[2]

## 外部連結
- 澳門培正中學 （页面存档备份，存于）
- 澳門培正同學會 （页面存档备份，存于）
- 澳門培正中學家長教師會 （页面存档备份，存于）

22°12′04.6″N 113°32′52.5″E / 22.201278°N 113.547917°E